# Episodi di The Goldbergs (decima stagione)
La decima e ultima stagione della serie televisiva The Goldbergs è stata trasmessa in prima visione sul canale statunitense ABC dal 21 settembre 2022 al 3 maggio 2023.
In Italia la stagione è disponibile integralmente su Infinity+ che l'ha pubblicata dal 6 aprile al 1º giugno 2023. In chiaro va in onda dal mese di maggio 2023 su Italia 1.
| n° | Titolo Originale           | Titolo Italiano                       | Prima TV USA      | Pubblicazione Italia |
| -- | -------------------------- | ------------------------------------- | ----------------- | -------------------- |
| 1  | If You Build It            | La sedia a dondolo                    | 21 settembre 2022 | 6 aprile 2023        |
| 2  | That's a Schwartz Man      | Maschio o femmina?                    | 28 settembre 2022 | 6 aprile 2023        |
| 3  | Jenkintown After Dark      | Jenkintown al tramonto                | 5 ottobre 2022    | 6 aprile 2023        |
| 4  | Man of the House           | L'uomo di casa                        | 12 ottobre 2022   | 6 aprile 2023        |
| 5  | Uncle-ing                  | Ziitudine                             | 19 ottobre 2022   | 6 aprile 2023        |
| 6  | DKNY                       | Dkny                                  | 26 ottobre 2022   | 6 aprile 2023        |
| 7  | Rhinestones and Roses      | Speroni e pistoloni                   | 2 novembre 2022   | 20 aprile 2023       |
| 8  | Another Turkey in the Trot | Una ringraziamento magico             | 16 novembre 2022  | 20 aprile 2023       |
| 9  | Million Dollar Reward      | Ricompensa da un milione di dollari   | 30 novembre 2022  | 20 aprile 2023       |
| 10 | Worst Grinch Ever          | Il peggior grinch di sempre           | 7 dicembre 2022   | 20 aprile 2023       |
| 11 | Blade Runner: The Musical  | Blade Runner: il musical              | 11 gennaio 2023   | 20 aprile 2023       |
| 12 | Amadoofus                  | Amaidiotus                            | 18 gennaio 2023   | 20 aprile 2023       |
| 13 | Moms Need Other Moms       | Le mamme hanno bisogno di altre mamme | 15 febbraio 2023  | 26 aprile 2023       |
| 14 | Two-Timing Goldbergs       | Super Goldbergs                       | 22 febbraio 2023  | 26 aprile 2023       |
| 15 | The Crush                  | La cotta                              | 1º marzo 2023     | 26 aprile 2023       |
| 16 | The Better Annie           | La Annie migliore                     | 8 marzo 2023      | 26 aprile 2023       |
| 17 | A Flyer's Path to Victory  | Una vittoria di famiglia              | 15 marzo 2023     | 26 aprile 2023       |
| 18 | Love Shack                 | Nido d'amore                          | 5 aprile 2023     | 14 maggio 2023       |
| 19 | Flowers for Barry"         | Fiori per Barry                       | 12 aprile 2023    | 14 maggio 2023       |
| 20 | Uptown Boy                 | Uptown boy                            | 19 aprile 2023    | 14 maggio 2023       |
| 21 | Push It                    | Spingilo                              | 26 aprile 2023    | 1º giugno 2023       |
| 22 | Bev to the Future          | Bev nel futuro                        | 3 maggio 2023     | 1º giugno 2023       |